# Magister equitum et peditum
Il magister equitum et peditum, noto anche come magister utriusque militiae, era una carica tardo imperiale istituita da Costantino I che riuniva in una sola mano il comando della fanteria e della cavalleria.
Tra gli altri, ricoprirono questa carica:
- Stilicone
- Timasio
- Lucilliano